# Syrrhopodon confertus
Syrrhopodon confertus är en bladmossart som beskrevs av Sande Lacoste 1872. Syrrhopodon confertus ingår i släktet Syrrhopodon och familjen Calymperaceae. Inga underarter finns listade i Catalogue of Life.